# Myokine
Les myokines sont des cytokines, des substances solubles de signalisation cellulaire synthétisées par les myocytes, les cellules constitutives des muscles. Elles sont produites lors de l'activité physique.
Les myokines peuvent être découvertes via des études de comparaison du sécrétome de biopsies de muscles avant et après effort.
On en compterait plusieurs centaines appartenant aux types des petites protéines (~5–20 kDa) ou des protéoglycanes,,.
Les myokines font partie d'un réseau complexe de communication inter-organe et exercent des effets à la fois auto et/ou paracrines et endocrines.

Certaines seraient également produites par les adipocytes et seraient mieux nommées sous le terme d'adipo-myokines (voir adipokine).

## Exemples

### Irisine
L'irisine est une molécule hormonale produite par l'organisme et induite par l'exercice et le métabolisme.

Elle joue un rôle d'intermédiaire entre le tissu adipeux et le tissu musculaire, et constitue une voie de recherche dans les maladies comme l'obésité, le diabète et certains cancers. Son gène est le FNDC5 situé sur le chromosome 1 humain.

### Myostatine
La myostatine est un facteur de croissance qui limite la croissance des tissus musculaires. Elle fait partie de la famille des TGF bêta-1. Son gène est le MSTN situé sur le chromosome 2 humain.

### Cathepsine B
Une étude de 2016 montre une corrélation chez la souris, le singe et l'humain entre le niveau sanguin d'une enzyme, la myokine cathepsine B (CTSB) avec la forme physique et la mémoire. Chez la souris, il a été démontré que l'augmentation de la production de cathepsine B améliore les niveaux de neurotrophine dans les cellules souches adultes hippocampiques pour conduire à l'amélioration des performances de la mémoire. Cette protéine est produite par les muscles lors de l'activité physique. Si le gène de la CTSB est désactivé chez la souris, l'activité physique ne produit plus aucune amélioration pour la mémoire. Cette étude suggère donc que la CTSB pourrait stimuler la formation de nouveaux neurones de l'hippocampe dans le cerveau humain.

### LIF
Leukemia inhibitory factor (LIF) est une myokine induite par la contraction musculaire stimulant la prolifération des myocytes chez l'humain.

### IL-6
L'interleukine 6 (IL-6) est aussi considérée comme étant une myokine, avec un taux plus élevé lors de l'exercice musculaire.
Une autre fonction des myokines, en particulier de l'IL-6, est leur capacité anti-inflammatoire . En effet, l'IL-6 peut augmenter les niveaux de facteurs anti-inflammatoires tels que l'IL-10, l'IL-1 et la CRP dans les neutrophiles et le foie, tout en réduisant certaines cytokines inflammatoires telles que le TNF-alpha ,,
Il est important de noter que bien que l'IL-6 soit reconnue comme une cytokine pro-inflammatoire, sa concentration peut augmenter de manière spectaculaire, jusqu'à un facteur de 10 000, lors d'une infection sévère. En revanche, lors d'une inflammation chronique de faible intensité, comme celle associée à l'obésité, à une mauvaise alimentation ou à la sédentarité, l'augmentation de l'IL-6 est d'un ordre de grandeur moins élevé, soit un facteur de 10.
Il est donc essentiel de faire la distinction entre l'augmentation aiguë de l'IL-6 pendant l'exercice, qui apporte d'importants avantages pour la santé, et l'augmentation chronique, qui peut indiquer un état pathologique et inflammatoire.